# Сінгідун

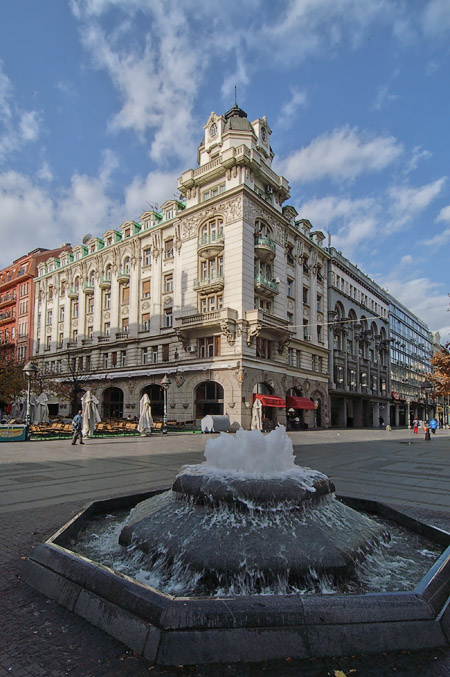
Вулиця князя Михайла у Белграді — колишня центральна вулиця римського Сінгідуна

Сінгідун або Сінгідунум (лат. Singidunum) — стародавнє місто, яке існувало на місці сучасного Белграда. Спочатку було розташоване на пагорбі Калемегдан і було фортецею кельтського племені скордисків. Назва Сінгі-Дун швидше за все означає «фортеця, що має форму кола», за іншою версією — «фортеця сінгів» (фракійського племені, що нібито мешкало у цій місцевості до появи кельтів). Перша згадка про Сінгідун датована 279 р. до н. е.
У 75 р. до н. е. римський проконсул Македонії Гай Скрибоній Куріон здійснив похід у землі скордисків і можливо тимчасово захопив Сінгідун. Проте остаточно місто стало римським лише у 29 р. до н. е., коли за дорученням Августа землі на північ від Дуная анексував Марк Красс (онук тріумвіра Красса). Місто стало центром провінції Мезія. З 86 року в місті квартирував IV Легіон. Калемегдан був перетворений на форт, а поруч було розбудоване цивільне місто — з форумом (на місці сучасного Студентського Торгу), термами і «квадратними» житловими кварталами. Легіонери збудували і міст через Саву. За Траяна кордон імперії був посунутий на північ, і це знизило роль Сінгідуна. Проте місто зростало і надалі — за рахунок торгівлі. Адріан надав Сінгудуну права муніципія, згодом статус міста був підвищений до римської колонії.
У 256 році  Сінгідун пережив напад готів. У 270-му Авреліан ухвалив рішення залишити Дакію, і Сінгідун знову став прикордонним містом. 332 року в Сінгідуні народився імператор Іовіан. В 395 р. місто відійшло до Східної імперії.
У 441 р. Сінгідун здобули і зруйнували гуни. В 454 р. місто було відновлене, проте невдовзі його захопили сармати. У 470–488 роках і 504–510 роках Сінгідуном володіли остготи, в 488–504 роках — гепіди.
З 510 р. — під контролем Візантії. Юстиніан I відновив місцеву фортецю і перетворив її на опорний пункт в долині Дунаю. З 584 р. Сінгідун переживає навали аварів і слов'ян. Врешті решт на початку VII ст. авари вщент зруйнували місто, проте візантійці його відновили. Щоправда, відтепер воно було лише невеличким острівцем імперії посеред земель, заселених слов'янами. Сусідні моравани йменували його на свій лад — Белградом («білим містом») — за кольором каменю, з якого були збудовані його мури. Ця назва залишилася за містом і тоді, коли воно стало слов'янським.